# Bărtășești, Bacău
Bărtășești este un sat în comuna Ungureni din județul Bacău, Moldova, România.